# Yellow Submarine (песня)
«Yellow Submarine» (с англ. — «Жёлтая подводная лодка») — песня британской рок-группы The Beatles, написанная Полом Маккартни. В коммерческом плане «Yellow Submarine» стала самой важной композицией альбома Revolver, так как именно она натолкнула группу на идею создания одноимённого мультфильма, решившего проблемы с третьей картиной, которую «Битлз» задолжали компании United Artists ещё с лета 1965 года.
Сразу же после выхода сингл «Yellow Submarine» / «Eleanor Rigby» занял первое место в британском хит-параде, на котором оставался четыре недели, всего пробыв в хит-параде 13 недель. В том же году «Битлз» получили за сингл «премию Айвора Новелло» как за самый продаваемый сингл 1966 года. Однако в США диск не добрался до первого места хит-парада по причине скандала, вызванного словами Джона Леннона: «мы более популярны, чем Иисус».

## История создания
Сначала в песне речь шла о нескольких разноцветных подлодках, но, в конце концов, осталась только одна жёлтая. Идея к написанию этой композиции пришла к Маккартни, когда музыкант жил в доме родителей своей подруги, Джейн Эшер. В 1980 году Маккартни говорил об этой песне:

«Помню, однажды ночью я лежал в постели и уже начинал засыпать, и в этом полусне ко мне в голову вдруг пришла нелепая мысль о жёлтой подводной лодке: „Мы все живём в жёлтой подводной лодке…“
Мне нравится всё, связанное с детьми, — то, как дети думают или фантазируют. Поэтому мне вовсе не показалась нелепой идея этой сюрреалистической, но вместе с тем и абсолютно детской песни. А ещё я подумал: раз Ринго так ладит с детьми — он похож на добродушного дядюшку — было бы неплохо, если бы он спел эту детскую, не слишком серьёзную песню. Его вокальные возможности вполне это позволяли».

В те же годы своими воспоминаниями о создании композиции, поделился Джон Леннон: «Донован помог написать слова. Я тоже помогал сочинять их. Мы буквально вживую записали этот трек в студии, а основой служило вдохновение Пола. Идея принадлежала Полу, название тоже, поэтому я считаю, что эта песня полностью написана им».

### Запись песни
В общей сложности было сделано шесть дублей песни «Yellow Submarine» (в оригинал записи вошёл последний дубль, записанный 26 мая 1966). Запись песни проходила в студии «Эбби Роуд», специальные эффекты были добавлены 1 июня 1966 года. Во время второй звукозаписывающей сессии, музыканты применили использование различных специальных эффектов, включавших: звуки цепей, судового колокола, звуки чечётки, свиста, гудков, звуки ветра и грозы (подобный эффект звучания позже использовался в песне группы Pink Floyd — «Money», где изображался кассовый аппарат).
Леннон дул через трубочку в кастрюлю воды для создания эффекта водяных пузырей, для создания характерного звучания голоса во время отдачи приказов капитана судна через рупор — Маккартни и Леннон говорили сквозь консервные банки, а сотрудники студии «Эбби Роуд» Джон Скиннер и Терри Кондон вращали цепи в оловянной ванне для создания водяных звуков. По словам звукорежиссёра Джеффа Эмерика, он использовал для наложения меди отрывок записи военного марша «Le Reve Passe», композиция 1906 года Георга Криера и Чарльза Хелмера. Для сохранения детской тематики песни, в оригинальной записи остаётся разговорное вступление Старра, но от этой идеи отказались 3 июня 1966 года. «Yellow Submarine» была смикширована 2 и 3 июня и была завершена 22 июня 1966 года. Ритм-трек «Yellow Submarine» был записан 29 мая 1966 года, а наложения, столь нетипичные для песни «Битлз», были сделаны 1 июня: звуки морских волн, выкрики команд, военный марш в исполнении духового оркестра.

### Выпуск

Рекламный постер британской версии сингла «Yellow Submarine» / «Eleanor Rigby»

«Yellow Submarine» стал тринадцатым синглом «Битлз», выпущенным в Великобритании. Песня была выпущена 5 августа как «двусторонний» сингл с песней — «Eleanor Rigby», в США — 8 августа. На следующий день состоялся выпуск альбома — Revolver.
В США сингл достиг позиции № 2 в хит-параде Billboard Hot 100, занял первую позицию в списке избранных песен по версии журнала Record World и вторую позицию в музыкальном журнале Cash Box (первую позицию в этом списке заняла группа The Supremes со своей песней — «You Can't Hurry Love»).
Выпуск сингла состоялся в период активных споров о дизайне «обложки с мясниками» (обложка американской пластинки Yesterday and Today) и скандального интервью с Джоном Ленноном о христианстве, по причине которого песне не удалось достичь позиции № 1 в музыкальных хит-парадах США. Несмотря на это, было продано 1 200 000 копий сингла спустя всего четыре недели после его официального выпуска. Песня стала 21-м Золотым диском в дискографии группы. Рекордное число золотых дисков The Beatles на тот период превысило официальный набор коммерчески успешных записей Элвиса Пресли.

## Участники записи
В записи песни участвовали все четыре участника The Beatles, а также некоторые приглашённые музыканты.
Участники группы The Beatles:
- Ринго Старр — ведущий вокал, барабаны, звуковые эффекты, голос (на версии 1995 года).
- Джон Леннон — бэк-вокал, крик, звуковые эффекты, акустическая гитара.
- Пол Маккартни — звуковые эффекты, бэк-вокал, бас-гитара, акустическая гитара.
- Джордж Харрисон — бэк-вокал, крик, тамбурин, бас-гитара.

Помимо The Beatles в записи весёлого гама (звуки верфи) приняли участие:
- Джордж Мартин — бэк-вокал, продюсер.
- Джефф Эмерик — бэк-вокал, инженер звукозаписи.
- Мэл Эванс — бэк-вокал, (большой) басс-барабан.
- Нил Аспиналл — бэк-вокал.
- Патти Бойд — бэк-вокал.
- Брайан Джонс — бэк-вокал, звуковые эффекты (чокание).
- Марианна Фэйтфулл.
- шофёр «Битлз» Альф Биккнелл, Джон Скиннер и Терри Кондон — звуковые эффекты.

## Кавер-версии
- Королевским филармоническим оркестром[14].
- Группой «Black Dyke Mills Band» в 1968 году.
- Морисом Шевалье в 1966 году (фр. «Le sous-marin vert»)[15].
- Рут Манува в 2002 году в альбоме Badmeaningood 2[16].
- Песня использовалась в популярной детской образовательной программе — «Улица Сезам» в эпизоде, когда вымышленная группа «Anything Muppets» исполняет эту песню, находясь в жёлтой подлодке. Песню исполнил музыкант, известный под псевдонимом Раффи (композиция вошла в его альбом — Let's Play).
- В 1996 году эту песню исполнила русская хоррор-панк-группа «Король и Шут».

## Интересные факты
- Британские верфи «Cammell Laird» создали 51-футовую металлическую конструкцию жёлтой подлодки, которая приняла участие в «Международном Фестивале Сада Ливерпуля» в 1984 году. В 2005 году экспонат был помещён за пределы Ливерпульского аэропорта имени Джона Леннона, где находится и сегодня[17].
- Образ «Жёлтой подлодки» позднее реализован в мультипликационной экранизации (январь 1969). На фонограмме звучат военно-морские шумы и команды — наподобие «Задраить люки!», «Начать погружение!» — искажёнными для юмористического эффекта голосами.
- Песня используется в популярной компьютерной игре 2009 года — «The Beatles: Рок-группа», выпущенная компанией «Electronic Arts». В фантастическом ландшафте песни. Участники группы одеты так же, как одеты их персонажи в одноимённом фильме 1968 года.
- Считается, что выбор названия песни обусловлен названием психотропных пилюль, продолговатых таблеток жёлтого цвета.
- В 60-х годах будущий нобелевский лауреат Иосиф Бродский перевёл «Yellow Submarine» для пионерского журнала «Костёр»[13].
- В 90-х годах писателями-фантастами Михаилом Успенским и Андреем Лазарчуком был написан рассказ «Желтая подводная лодка „Комсомолец Мордовии“», в котором описывается единственный концерт «The Beatles» за полярным кругом для североморцев-подводников. Хитом этого концерта была песня «Жёлтая подводная лодка». Кроме того, в рассказе упоминаются такие известные личности как Леди Диана Спенсер, Линда Маккартни и Вадим Жук. Рассказ впоследствии был озвучен в рамках проекта «Модель для сборки» Владом Коппом.
- В компьютерной игре «Grand Theft Auto V» протагонист Тревор Филипс в одной из миссий должен угнать Жёлтую подводную лодку.
- В год 50-летия группы компания Lego выпустила[18] коллекционный набор 21306 «Yellow submarine»
- Своеобразное достижение установили в 2010-х электронщики из российской группы E.V.A.: образ Жёлтой подводной лодки используется ими во всех официальных видеоклипах группы[19].
- В 70-х годах песню исполняла польская певица Анна Герман.
- Песня используется в российском мультсериале «Смешарики» в серии «Балласт».